# Панчулидзев, Сергей Алексеевич
 Сергей Алексеевич Панчулидзев  (7 ноября 1855, Пенза — 30 июля 1917, Санкт-Петербург) — русский военный историк и архивист, участник русско-турецкой войны. Внук саратовского губернатора А. Д. Панчулидзева.

## Биография
Родился 7 ноября 1855 года в Пензе. Происходил из дворян Пензенской губернии, сын мирового посредника 1-го призыва Алексея Алексеевича Панчулидзева (1819—1880), и Натальи Павловны, урожденной Вигель (1824—1896). Воспитывался в школе, где имя его внесено на мраморную доску. 7 августа 1874 года из младших вахмистров произведен корнетом в кавалергардский полк. В 1874 и 1875 годах помощник заведующего учебной командой.
В русско-турецкую войну 1877—1878 годов прикомандирован к лейб-гвардейскому Гусарскому полку. Принимал участие в сражениях: у Телиша (12 и 16 октября), Хан-Правеца (10 ноября), Этрополя (11 ноября), Лютикова (16 ноября), Врачеша (18 ноября), у Горного-Бугарова (20 ноября) и у Филиппополя (1-3 января). В 1878 году поступил в Академию Генерального Штаба. В 1881 году произведен в штабс-ротмистры и, по окончании курса Академии по 2 разряду, отказался перейти в Генеральный штаб, вернулся в полк, где с 29 мая 1881 по 10 июля 1883 года состоял делопроизводителем полкового суда.
В 1882 году был заведующим учебной командой. Участвовал на скачках и выиграл призы. 16 апреля 1884 года уволен в отставку в чине ротмистра с мундиром. С 1884 по 1892 год был уездным и губернским гласным, председателем Саратовского уездного земского санитарного совета, почетным мировым судьей, с 1887 года председателем Саратовской губернской ревизионной комиссии, с 1891 по 1892 саратовским уездным предводителем. 11 января 1899 года причислен к министерству императорского двора, а в 1903 году назначен управляющим Архивом Государственного Совета.
В 1906 году избран уездным и губернским гласным Саратовского уезда. Состоял членом Императорского Русского Военно-исторического общества, членом Московского Археологического института и членом Саратовской и Тамбовской архивных комиссии. Скончался в Санкт-Петербурге 29 июля 1917 года. Похоронен на Казанском кладбище.

## Семья
С 24 апреля 1883 года женат на своей двоюродной сестре Надежде Борисовне Полторацкой (1861—1924), дочери поручика Бориса Александровича Полторацкого (1826—1868) и его второй жены Анны Павловны Вигель (1827—1882). Этот Полторацкий приходился двоюродным братом Анне Керн. М. М. Осоргин вспоминал: «Панчулидзев просил меня остаться во главе архива, так как сам должен был ехать к своим родным. Меня одного он посвятил в свою семейную тайну, что он жених своей двоюродной сестры Полторацкой и едет к ней». В 1893 г. Надежда Панчулидзева поместила в «Вестнике Европы» повесть «Не от мира сего. Из провинциальной жизни». В браке родились дети Анна (1884—1885), Сергей (1886), Юрий (1887), Татьяна (1891).

## Труды
- Земство и медицина в Саратовском уезде : Вып. 1- / Сергей Панчулидзев. — Саратов: тип. Губ. земства, 1888.
- Заметки по травосеянию / [Соч.] С. Панчулидзева. [1]—2. — СПб.: тип. В. Демакова, 1895—1896.
- История кавалергардов 1724-1799-1899 : По случаю столетнего юбилея Кавалергардского… полка / Сост. С. Панчулидзев. — Т. 1. — 1899.
- История кавалергардов 1724-1799-1899 : По случаю столетнего юбилея Кавалергардского… полка / Сост. С. Панчулидзев. — Т. 2. — 1901.
- История кавалергардов 1724-1799-1899 : По случаю столетнего юбилея Кавалергардского… полка / Сост. С. Панчулидзев. — Т. 3. — 1903.
- История кавалергардов 1724-1799-1899 : По случаю столетнего юбилея Кавалергардского… полка / Сост. С. Панчулидзев. — Т. 4. — 1912.
- Сборник биографий кавалергардов. [1724-1899] : По случаю столет. юбилея Кавалергардского ея величества государыни имп. Марии Федоровны полка / Сост. под ред. С. Панчулидзева. — Т. 1. — 1901.
- Сборник биографий кавалергардов. [1724-1899] : По случаю столет. юбилея Кавалергардского ея величества государыни имп. Марии Федоровны полка / Сост. под ред. С. Панчулидзева. — Т. 2. — 1904.
- Сборник биографий кавалергардов. [1724-1899] : По случаю столет. юбилея Кавалергардского ея величества государыни имп. Марии Федоровны полка / Сост. под ред. С. Панчулидзева. — Т. 3. — 1906.
- Сборник биографий кавалергардов. [1724-1899] : По случаю столет. юбилея Кавалергардского ея величества государыни имп. Марии Федоровны полка / Сост. под ред. С. Панчулидзева. — Т. 4. — 1908.
- Самозванка Тараканова. Бумаги о ней из Архива Государственного совета // Русский архив. — 1905. — № 31. — С. 425—443.
- О еврейском вопросе : доклад С. А. Панчулидзева [на 5 Съезде уполномоч. дворян. о-в]. — [СПб.]: тип. М. А. Александрова, [1910].